# Fright Night Part 2
Fright Night Part 2 és una pel·lícula de terror estatunidenca de 1988 dirigida per Tommy Lee Wallace i protagonitzada per William Ragsdale, Roddy McDowall, Traci Lind i Julie Carmen. És la seqüela de la pel·lícula de 1985 Nit de por, amb Ragsdale i McDowall repetint els seus papers. El compositor Brad Fiedel també va tornar amb un altre partitura de sintetitzador diferent. Seguint l'argument de la primera pel·lícula, se centra en Charley Brewster que, ara estudiant universitari, es troba amb un grup de vampirs dirigits per una bella dona que el busca.
Estrenada per New Century/Vista a Amèrica del Nord i TriStar Pictures en altres llocs l'any 1989, la pel·lícula va recaptar gairebé 3 milions de dòlars a nivell nacional, i des de llavors s'ha convertit en una pel·lícula de culte com la seva predecessora. El 2003, va rebre una breu emissió en DVD per Artisan Entertainment en una presentació format ple, però el llançament es va esgotar ràpidament i des d'aleshores s'ha convertit en un rar objecte de col·leccionista.
Es va planificar una tercera pel·lícula amb objectiu d'estrena el 1990, però les discussions de l'estudi sobre la popularitat de la franquícia van fer que la pel·lícula fos cancel·lada. L'octubre de 2020, Tom Holland, director de l'original Fright Night, va confirmar que estava escrivint una pel·lícula anomenada Fright Night: Resurrection que ignoraria la seqüela de 1988 i seria una seqüela directa de la seva pel·lícula original.

## Argument
Han passat tres anys des que Charley Brewster (William Ragsdale) va matar al seu veí vampir Jerry Dandridge. Charley junt la seva nova núvia Alex Young (Traci Lind) visitaran a Peter Vincent (Roddy McDowall) el qual creu que Charley fins i tot no supera l'ocorregut fa tres anys. En el passadís de departaments on viu Peter Vincent veu passar a un grup de persones i se sent atret per Regine (Julie Carmen), la qual cosa Charley no sap és que ella és una vampiressa i ve a buscar-lo per a venjar la mort del seu germà Jerry Dandridge.

## Repartiment
- William Ragsdale - Charley Brewster
- Roddy McDowall - Peter Vincent
- Traci Lind - Alex Young
- Julie Carmen - Regine Dandrige
- Jon Gries - Louie
- Russell Clark - Belle
- Brian Thompson - Bozworth
- Merritt Butrick - Richie Green
- Ernie Sabella - Dr. Harrison
- Josh Richman - Fritzy
- Blair Tefkin - Bernice

## Producció
El director original de Fright Night Tom Holland havia estat abordat pels productors per tornar, però Holland es va negar a favor de El ninot diabòlic.

## Estrena
A diferència de la primera pel·lícula, la seqüela va veure un llançament molt limitat als EUA pel distribuïdor New Century/Vista i el productor The Vista Organization. Poc abans de començar el rodatge, els productors de la pel·lícula van vendre els drets de distribució estrangers a Tri-Star Pictures, l'estudi germà de Columbia Pictures, l'estudi que va estrenar la pel·lícula original. La pel·lícula només es va estrenar en 148 pantalles i només va aportar 548.231 dòlars el cap de setmana d'obertura. La seva recaptació interior fou de $2,983,784.
Fright Night Part 2 va rebre crítiques negatives, i actualment té un 36% al lloc web de l'agregador de ressenyes Rotten Tomatoes basades en 11 ressenyes.

### Nominacions
| Premi         | Nominat      | Categoria     | Resultat |
| ------------- | ------------ | ------------- | -------- |
| Premis Saturn | Julie Carmen | Millor actriu | Nominat  |

## Mitjans domèstics
International Video Entertainment (IVE, avui conegut com a Lions Gate Home Entertainment) va llançar la pel·lícula en videocasset l'any 1989. A Austràlia, CBS/Fox Video la va llançar en videocasset com a portada VHS en forma de taüt. La pel·lícula va ser llançada en DVD per Artisan Entertainment el 19 d'agost de 2003, tot i que el DVD aviat va quedar exhaurit. La transferència del DVD va ser criticada per ser de baixa qualitat, aparentment extreta d'una impressió VHS de la pel·lícula, i el cas del DVD també va afirmar falsament que la pel·lícula es va presentar en la seva transferència pan and scan «original» 1.33:1, malgrat que la pel·lícula es va rodar a Panavision. Es va crear una transferència d'alta definició en la relació d'aspecte original per a les emissions de televisió. Aquesta transferència s'ha utilitzat per crear DVD de pantalla panoràmica, bootleg i Blu-rays de la pel·lícula, a causa de la indisponibilitat i la baixa qualitat del DVD oficial.